# Институт экспериментальной медицины
Институ́т эксперимента́льной медици́ны (ФГБНУ «ИЭМ») — федеральное государственное бюджетное научное учреждение, расположенное в городе Санкт-Петербург. Первый в мире исследовательский институт медико-биологического профиля с университетской структурой.

## История

### Наименования института
- Императорский институт экспериментальной медицины (ИИЭМ) — Указ императора Александра III от 6 (18) декабря 1890 года «О принятии Института экспериментальной медицины в государственное достояние и даровании ему наименования „Императорский“»
- Государственный институт экспериментальной медицины (ГИЭМ) — приказ № 48 от 25 марта 1917 года Совета Института экспериментальной медицины, председателя С. К. Дзержговского по соглашению с министром внутренних дел, министром-председателем Временного правительства России князем Г. Е. Львовым
- Всесоюзный институт экспериментальной медицины (ВИЭМ) — Декрет СНК СССР от 15 октября 1932 года «О Всесоюзном институте экспериментальной медицины»
- Всесоюзный институт экспериментальной медицины имени А. М. Горького — Постановление ЦИК СССР от 26 июня 1936 года
- Научно-исследовательский институт экспериментальной медицины АМН СССР — Постановление СНК СССР от 30 июня 1944 года за № 797
- Ордена Трудового Красного Знамени Научно-исследовательский институт экспериментальной медицины АМН СССР — Указ Президиума Верховного Совета СССР, 1966
- Научно-исследовательский институт экспериментальной медицины Российской академии наук — Указ Президента Российской Федерации от 4 января 1992 года за № 5 «О преобразовании Академии медицинских наук СССР в Российскую академию медицинских наук»
- Государственное учреждение «Научно-исследовательский институт экспериментальной медицины Российской академии наук» — Постановление Президиума РАМН от 24 июня 1998 года за № 117, протокол № 12, § 19 «О переименовании организаций, подведомственных РАМН»
- Государственное учреждение «Научно-исследовательский институт экспериментальной медицины» Российской академии наук — Постановление Президиума РАМН от 27 ноября 2002 года за № 264, протокол № 20, § 26 «О переименовании организаций, подведомственных РАМН»
- Учреждение Российской академии медицинских наук «Научно-исследовательский институт экспериментальной медицины» Северо-Западного отделения Российской академии медицинских наук — Постановление Президиума РАМН от 25 июня 2008 года за № 14, протокол № 8, § 31 «О переименование организаций, подведомственных РАМН»
- Федеральное государственное бюджетное  учреждение «Научно-исследовательский институт экспериментальной медицины» Северо-Западного отделения Российской академии медицинских наук — Постановление Президиума РАМН от 23 ноября 2009 года за № 331, протокол № 16, § 8 «О переименование организаций, подведомственных РАМН»
- Федеральное государственное бюджетное научное учреждение «Институт экспериментальной медицины» (утверждено приказом Федерального агентства научных организаций (ФАНО РОССИИ) № 1123 от 04 декабря 2014 года, пункт 1)

8 (20) декабря 1890 года в Санкт-Петербурге был открыт первый в России научно-исследовательский медико-биологический центр — Императорский Институт экспериментальной медицины (ИЭМ). Основателем и попечителем института был принц А. П. Ольденбургский, который пригласил в ИЭМ лучших специалистов того времени. По этой причине в периодической печати до марта 1917 года ИЭМ часто называли «Институт принца А. П. Ольденбургского». ИЭМ был создан как «высшее научное медицинское учреждение академического типа», с основной задачей — производить «практическое применение способов борьбы с заболеваниями и последствиями оных».
К лету 1891 года специалисты института организовали отделы: физиологии (И. П. Павлов), химии (М. В. Ненцкий), бактериологии (С. Н. Виноградский), патологической анатомии (Н. В. Усков), сифилидологии (Э. Ф. Шперк) и эпизоотологии (К. Я. Гельман).
В состав института вошла петербургская пастеровская станция (В. А. Краюшкин), основанная в 1886 году А. П. Ольденбургским.
В 1892 году вышел в свет первый номер журнала ИЭМа «Архив биологических наук».
В 1897 году на базе Императорского института экспериментальной медицины была создана «Особая комиссия для предупреждения занесения чумной заразы и борьбы с нею в случае её появления в России» (КОМОЧУМ), при которой работала противочумная лаборатория на форте Александр I в Кронштадте (1899—1914).
В 1904 году за классические работы в стенах института по физиологии пищеварения И. П. Павлов получил Нобелевскую премию, в 1913-м став почётным директором института.
В 1918—1931 годах ИЭМ расширил сферу научных исследований и стал называться Государственным институтом экспериментальной медицины — ГИЭМ.
В 1932-м ГИЭМ был реорганизован во Всесоюзный институт экспериментальной медицины — ВИЭМ.
В 1934 году было принято решение о переводе ВИЭМ в Москву с сохранением в Ленинграде его филиала (ЛФ).
Строительство московского комплекса зданий ВИЭМ затянулось и не было закончено до начала войны, и та часть зданий, которая была построена, в 1944 году была передана Инспецмету НКВД.
Большая часть сотрудников ВИЭМ после этого вернулась в Ленинград.
В 2024 году распоряжением Правительства РФ институт был включён в перечень организаций, имеющих право изготавливать и применять персонализированные биотехнологические лекарственные препараты.
По состоянию на 2020 год, в Институте работают более 250 научных работников, из них 5 академиков РАН, 4 члена-корреспондента РАН, 2 профессора РАН. Имеется клиника на 90 коек и поликлиническое отделение.

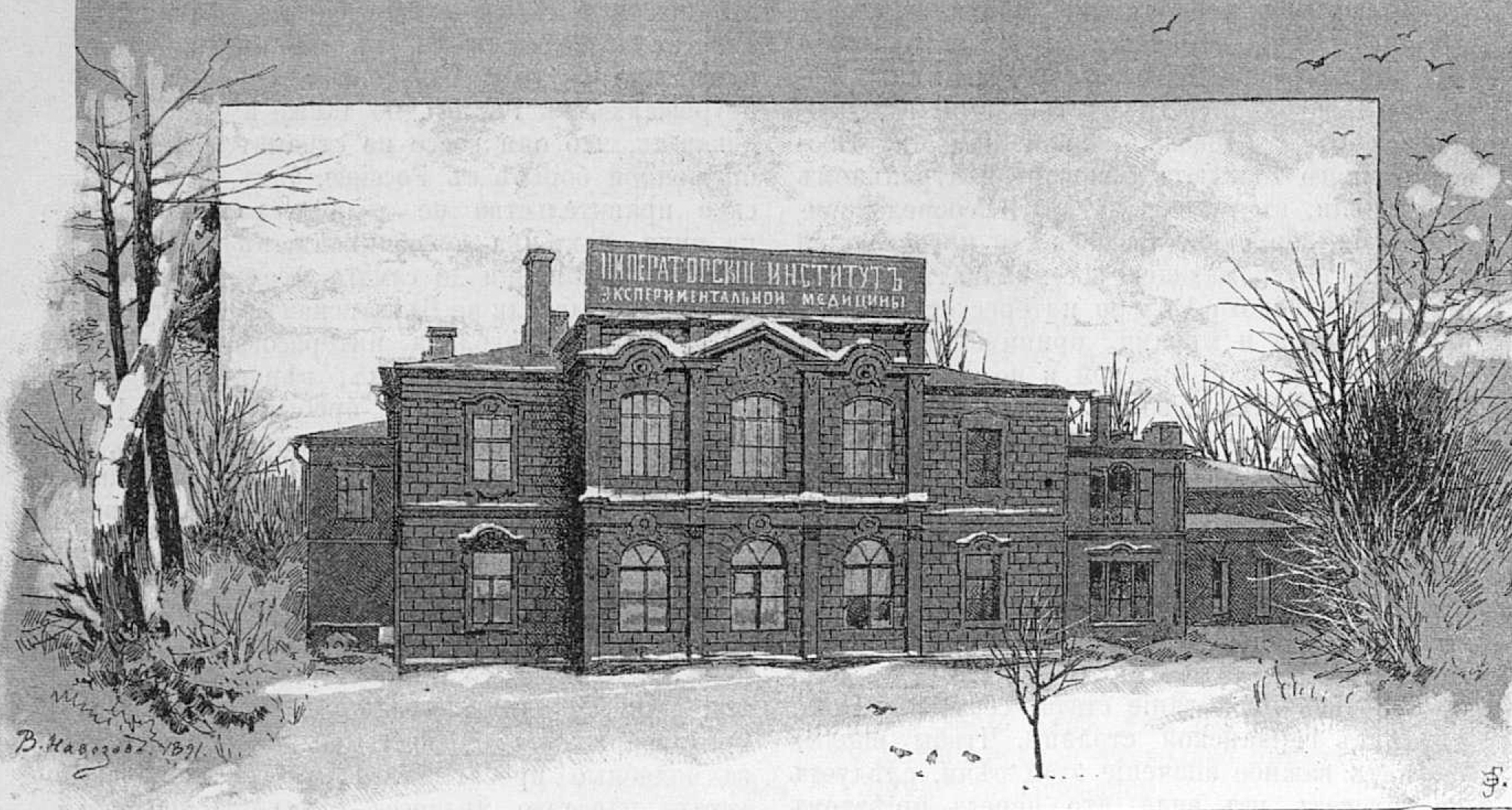
Фасад главного здания института, 1891 год
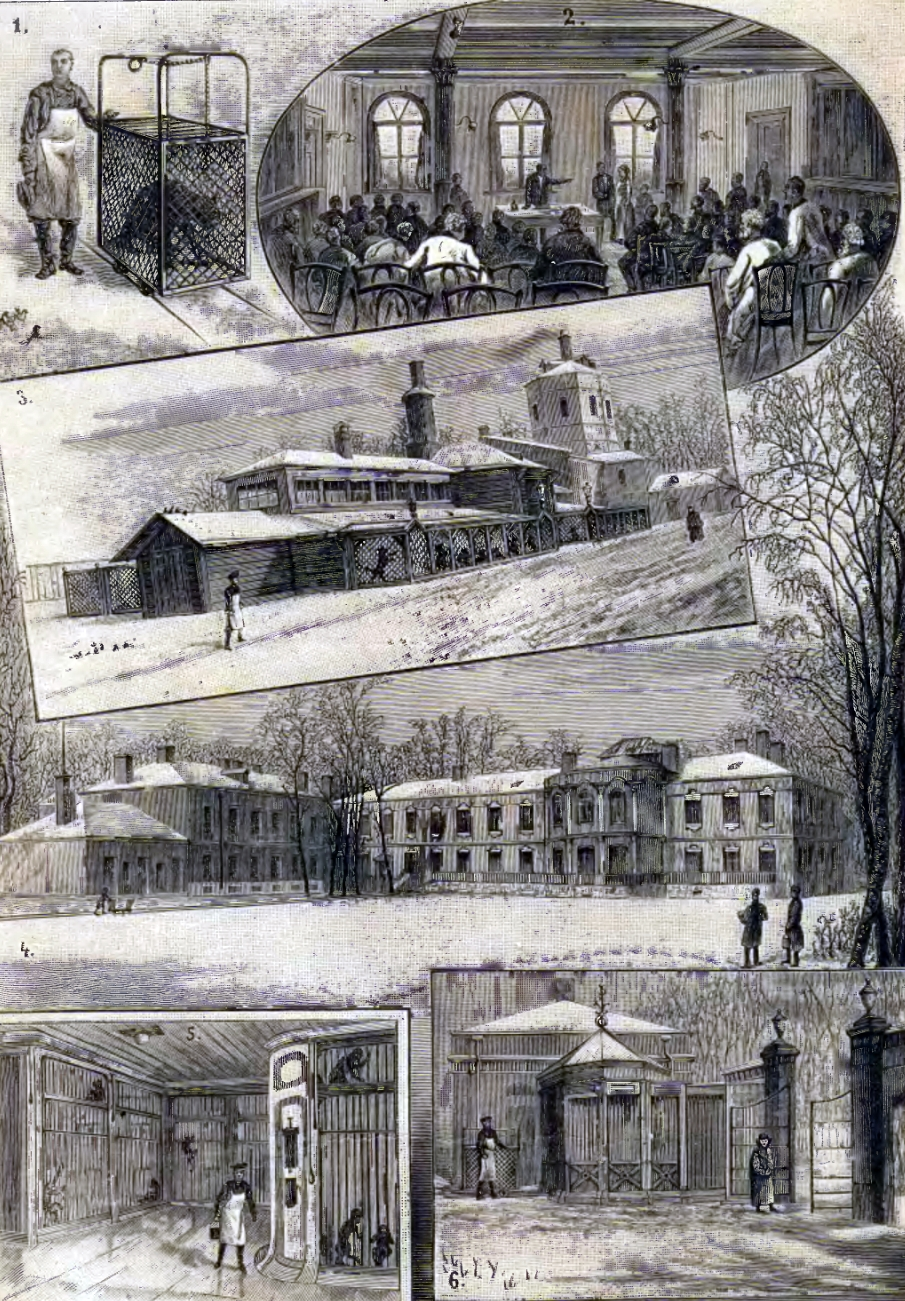
ИИЭМ принца Ольденбургского (1891): 1. Тележка для бешеных собак, 2. Аудитория, 3. Собачник (внешний вид), 4. Главное здание (клиническая лаборатория), 5. Помещение обезьян (внутренний вид), 6. Приёмная клетка для бешеных собак
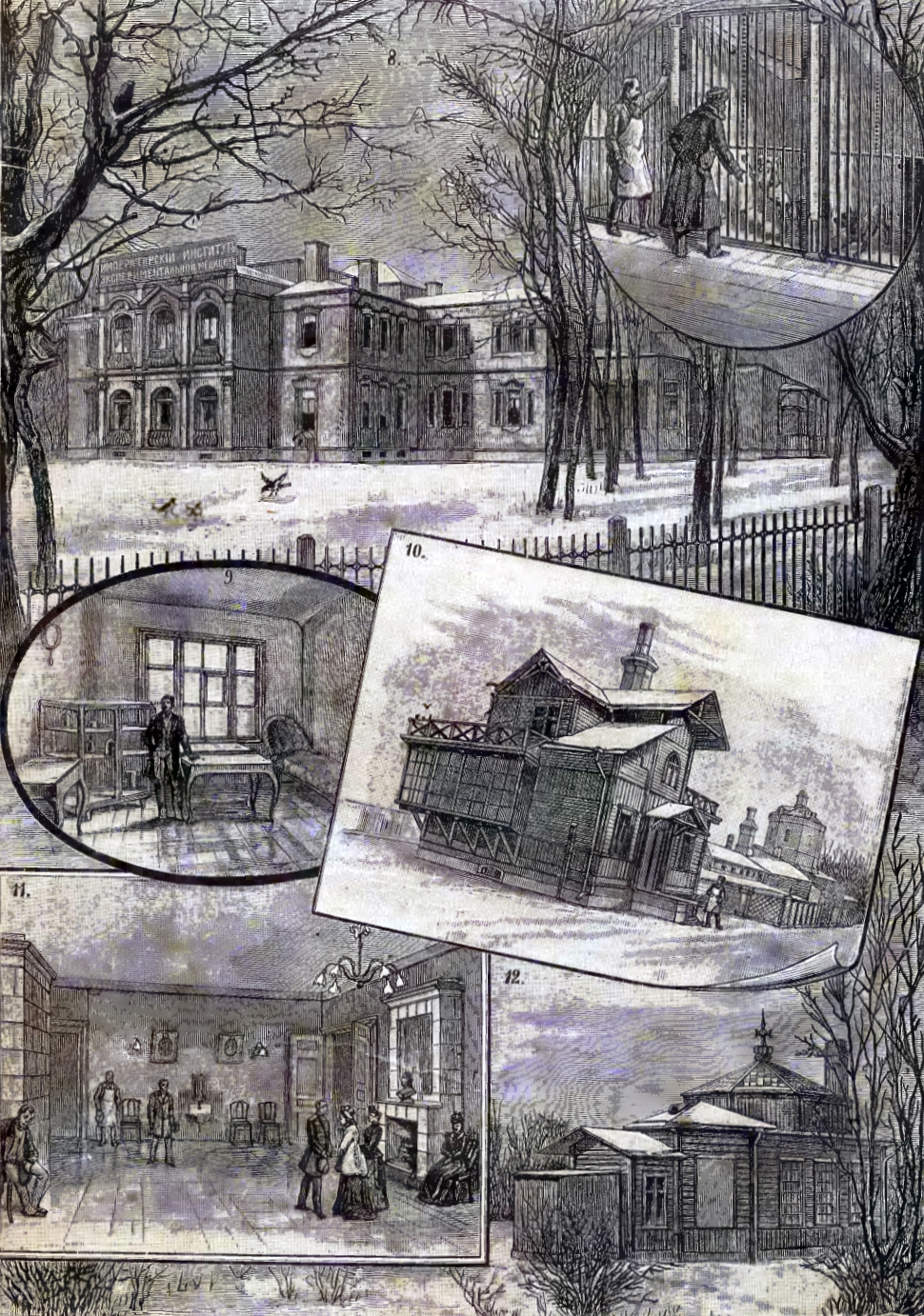
ИИЭМ принца Ольденбургского (1891): 7. Собачник (внутренний вид), 8. Химическая лаборатория (северная сторона), 9. Комната для прививок, 10. Помещение для обезьян (внешний вид), 11. Приёмная, 12. Оранжерея.

## Сотрудники
Категория:Сотрудники ИЭМ Санкт-Петербурга
Из имён известных сотрудников института в качестве примера можно упомянуть следующие:
- Аничков, Николай Николаевич — крупнейший отечественный патолог, академик АН и АМН СССР, президент АМН СССР (1946-53), генерал-лейтенант медицинской службы, лауреат Сталинской премии
- Аничков, Сергей Викторович (1892—1981) — глава советской фармакологической школы[9], основатель и бессменный руководитель отдела фармакологии (1948—1981), Герой Социалистического Труда, лауреат Ленинской и Государственной премий, академик АМН СССР
- Вайнберг, Илья Саулович (1904-1946) — старший научный сотрудник клиники нервных болезней Всесоюзного Института экспериментальной медицины в Ленинграде.
- Виноградский, Сергей Николаевич (1856—1953) — основатель почвенной микробиологии, заведующий отделом общей микробиологии с 1891 по 1912 гг.
- Гартох, Оскар Оскарович[10] — советский микробиолог, один из основоположников иммунологии, руководитель отдела микробиологии института
- Заводская, Ирина Сергеевна — д.м.н., чл.-корр. АМН СССР
- Иоффе, Владимир Ильич — заведующий отделом медицинской микробиологии и иммунологии, академик АМН СССР
- Карасик, Владимир Моисеевич — заведующий лабораторией общей фармакологии при отделе фармакологии, академик АМН СССР
- Павлов, Иван Петрович
- Омелянский, Василий Леонидович (1867—1928) — ученик и ассистент Виноградского, заведующий отделом общей микробиологии с 1912 по 1928 гг.
- Орбели, Леон Абгарович
- Смородинцев, Анатолий Александрович (1901—1986) — выдающийся советский вирусолог и иммунолог, профессор, академик АМН СССР, лауреат Сталинской и Ленинской премий, основатель и первый директор НИИ гриппа Министерства здравоохранения СССР
- Шперк, Эдуард Фридрихович (1837—1894) — доктор медицины, крупнейший специалист в области кожно-венерических болезней, заведующий отделом сифилидологии, первый директор Института экспериментальной медицины.

## Архитектура корпусов института
Здания патолого-анатомического и физиологического отделений, а также лаборатории химической и общей патологии построены в 1892—1895 годах по проекту архитектора Ф. Л. Миллера (Мюллера).
Здание библиотеки ИЭМ построено в стиле модерн, в 1911—1913 годах по проекту архитектора Г. И. Люцедарского. Основной объём представляет собой прямоугольное хранилище с примыкающим к нему овальным читальным залом. Фасад, выходящий на улицу Академика Павлова, отличается строгостью. Парковый фасад украшен живописным майоликовым порталом архитектора В. А. Покровского, который был создан для Русского павильона международной гигиенической выставки в Дрездене, а затем перенесён в Санкт-Петербург.

## Памятники на территории института
В 1935 году к XV Международному конгрессу физиологов, проходившему в Ленинграде и Москве, ИЭМ приурочил открытие «ряда новых научных лабораторий и бюстов великих учёных разных стран». Одновременно во дворе института были установлены фонтан и памятник научным экспериментам, созданные по инициативе академика И. П. Павлова. По мысли академика, памятником было отмечено значение собаки как основного объекта в проведении экспериментов по физиологии нервной деятельности. По-видимому, перечень имён учёных, бронзовые портреты которых были установлены во дворе института, также предложил И. П. Павлов. «Красная газета» 8 августа 1935 года сообщала об установке памятников Ч. Дарвину, Л. Пастеру, И. М. Сеченову, Д. И. Менделееву. По другим источникам, во дворе ИЭМ находились также бюсты Р. Декарта и Г. Менделя (они были уничтожены в конце 1940-х годов, когда развернулась идеологическая борьба с «космополитизмом» и генетикой). В 1989 году ансамбль аллеи, на которой находятся памятники учёным, дополнен воссозданным бюстом Р. Декарта и вновь созданным бюстом И. П. Павлова.
В настоящее время в саду института установлены памятники:
- Чарльзу Дарвину (открыт 7 августа 1935 г., скульптор: И. Ф. Безпалов)
- Д. И. Менделееву (открыт 7 августа 1935 г., И. Ф. Безпалов)
- Луи Пастеру (открыт 7 августа 1935 г., скульптор И. Ф. Безпалов)
- И. М. Сеченову (открыт 7 августа 1935 г., И. Ф. Безпалов)
- Научным экспериментам («Памятник Собаке») (открыт 7 августа 1935 г., И. Ф. Безпалов).

На барельефах постамента нанесены надписи:
с лицевой стороны: «Пусть собака помощница и друг человека с доисторических времён приносится в жертву науке, но наше достоинство обязывает нас, чтобы это происходило непременно и всегда без ненужного мучительства». И. Павлов;
с правой стороны: «Разломав штукатурку и сделав из неё пористую подстилку, собака подсказала экспериментатору приём, благодаря которому истекающий из искусственного отверстия поджелудочный сок не разъедает брюха». И. П.;
с левой стороны: «Вылизывая у своего сородича загноившуюся на шее рану после глубокой операции, собака спасает его от смерти и сохраняет для дальнейших научных исследований». И. П.;
с тыльной стороны: «Собака, благодаря её давнему расположению к человеку, её догадливости, терпению и послушанию, служит, даже с заметной радостью, многие годы, а иногда и всю свою жизнь, экспериментатору». И. П..
Памятник одновременно является фонтаном: из восьми маскаронов в виде головок собак льётся вода.
- Фонтан-поилка для собак
- Рене Декарту (открыт в 1989 г., по другим данным — в 1984 г., скульпторы В. Л. Рыбалко, Г. К. Баграмян)
- И. П. Павлову (открыт в 1989 г., скульпторы Г. К. Баграмян, В. Л. Рыбалко)

Перед корпусом ИЭМ установлен также
- Памятник Е. С. Лондону (1868—1939) — русскому патофизиологу, радиохимику, биохимику, заслуженному деятелю науки. Открыт в 1962 году, скульптор — М. Г. Манизер. Надпись на памятнике: «З.д.н. профессор Ефим Семёнович Лондон, 1869—1939. Заведовал отделом общей патологии института. Основоположник отечественной радиобиологии, разработал методы ангиостомии и изучения интермедиарного обмена веществ. Крупный исследователь по физиологии и патологии пищеварения.»

### Памятные доски
На корпусах института размещены мемориальные доски:
- «Здесь с 1920 по 1964 год работал крупнейший патолог страны академик Николай Николаевич Аничков» (1968, Скульптор Е. А. Васильев)
- «В этом здании с 1925 по 1964 гг. работал действительный член АМН СССР, заслуженный деятель науки, профессор Пётр Степанович Купалов и выполнял свои основные исследования по физиологии и патологии высшей нервной деятельности» (1964, архитекторы А. И. Иванов, Р. И. Геллерштейн)
- «Здесь работал в течение 45 лет, с 1890 по 1936 гг., Иван Петрович Павлов и выполнял свои основные исследования по пищеварению и условным рефлексам» (1962, архитектор М. Ф. Егоров)
- «В этом доме с 1935 по 1951 гг. работал академик Константин Михайлович Быков, создатель учения о кортико-висцеральных взаимоотношениях, бессменный руководитель отдела общей физиологии, организованного им в ИЭМ в 1931 году» (1966, архитекторы А. И. Иванов, Р. И. Геллерштейн)
- «Здесь находилась лаборатория з. д.н., профессора Ефима Семёновича Лондона, выдающегося патофизиолога, основоположника отечественной радиобиологии, 43 года проработавшего в ИЭМ» (1960-е гг., архитекторы А. И. Иванов, Р. И. Геллерштейн)
- «Здесь работал академик АМН СССР Дмитрий Андреевич Бирюков, выдающийся исследователь в области эволюционной и экологической физиологии, основатель отдела сравнительной физиологии и патологии нервной деятельности, бессменно руководивший Институтом экспериментальной медицины с 1950 по 1969 гг.» (1970, архитекторы А. И. Иванов, Р. И. Геллерштейн)
- Мемориальная доска памяти сотрудников ИЭМ, погибших в Великую Отечественную войну 1941—1945 годов (1974, архитектор Х. Г. Сайботалов)
- «В этом доме с 1932 по 1941 год работал академик Алексей Алексеевич Заварзин. Здесь он организовал отдел общей морфологии ИЭМ, объединявший на протяжении ряда лет научную жизнь морфологов Ленинграда» (1967, архитекторы А. И. Иванов, Р. И. Геллерштейн)
- «Здесь работал с 1924 года по 1979 год выдающийся микробиолог, иммунолог, эпидемиолог, академик АМН СССР Владимир Ильич Иоффе, основоположник клинической иммунологии» (1993, скульптор С. В. Меншиков, архитектор В. Б. Бухаев)
- «Институт экспериментальной медицины основан принцем Александром Петровичем Ольденбургским в 1890 году» (1994)
- «Здесь работал Герой Социалистического Труда, лауреат Ленинской и Государственной премий, академик АМН СССР Сергей Викторович Аничков, глава советской фармакологической школы, основатель и бессменный руководитель отдела фармакологии с 1948 по 1981 год» (1982)